# Secretaría de Cultura de la Ciudad de México
La Secretaría de Cultura de la Ciudad de México es la dependencia de la administración pública de la Ciudad de México encargada de diseñar, coordinar y ejecutar políticas públicas funciones relativas a la investigación, formación, difusión, promoción y preservación del arte y la cultura para impulsar y desarrollar actividades culturales en la capital del país.

## Funciones
Conforme a la Ley Orgánica de la Administración Pública Federal, a esta dependencia le corresponde el despacho de las materias relativas a garantizar el ejercicio pleno de los derechos culturales de quienes habitan o transitan por la Ciudad, promover el desarrollo de la identidad cultural de las personas, asegurar que se respete la diversidad de sus modos de expresión, su memoria y su conocimiento tradicional, así como asegurar la accesibilidad y enriquecer la calidad de las manifestaciones culturales, con base en los principios democráticos de igualdad, libertad, tolerancia y pluralidad.
Algunas de las funciones que le corresponde específicamente a la Secretaría de Cultura de la Ciudad de México son las siguientes:
- Diseñar, de manera participativa, la política cultural de la Ciudad y asegurar la alineación en los procesos de planeación y desarrollo de las políticas públicas en la materia a nivel local;
- Concertar acciones de cooperación cultural con organismos e instituciones públicas o privadas, nacionales o extranjeras que definan los instrumentos, recursos y parámetros, necesarios para alcanzar sus objetivos;
- Planear, desarrollar y promover procesos formativos de iniciación a la educación artística y cultural en las modalidades formal y no formal para favorecer el desarrollo cultural de los habitantes de la Ciudad;
- Otorgar estímulos a artistas y promotores culturales, a partir de convocatorias públicas, concursos y otros mecanismos de participación que aseguren los principios de objetividad, imparcialidad, equidad, transparencia y rendición de cuentas;
- Promover esquemas de organización, administración y financiamiento, que permitan lograr la sostenibilidad de las iniciativas de los actores culturales, sus espacios y actividades;
- Promover los procesos de creación artística y su vinculación a nivel local, nacional e internacional;
- Establecer políticas y proyectos para el desarrollo de la infraestructura cultural de la Ciudad y para el uso y aprovechamiento de los centros y espacios culturales de su competencia; Procurar la distribución geográfica y el equilibrio de bienes y servicios culturales en beneficio de los diferentes sectores de la población, de manera particular en los grupos de atención prioritaria;
- Estimular la creación y la difusión editorial y fortalecer acciones dirigidas al fomento y promoción de la lectura en la Ciudad;
- Desarrollar programas para fortalecer los valores y la cultura cívicos, y concertar acciones con otras instituciones y Dependencias del sector público para robustecer las actividades encaminadas a este fin y fomentar los valores patrios;
- Promover el conocimiento, respeto, conservación y valoración del patrimonio cultural material e inmaterial de la Ciudad;
- Fomentar actividades de investigación y protección del patrimonio cultural material e inmaterial de la Ciudad;
- En coordinación con las Alcaldías, Dependencias de la Administración Pública del Gobierno de la Ciudad y el Gobierno Federal, establecer un registro y catalogación del patrimonio cultural y natural, conforme lo establecido en la normatividad de la materia;
- Promover y apoyar la participación de organismos, organizaciones sociales, vecinales, instituciones educativas, culturales y de especialistas, en la preservación, protección, conservación, revalorización, restauración, gestión, uso sustentable, disfrute y demás actividades relativas al patrimonio cultural.

### Normatividad
- Ley de Bibliotecas de la Ciudad de México.[3]
- Ley de Espacios Culturales Independientes de la Ciudad de México.[4]
- Ley de los Derechos Culturales de los habitantes de la Ciudad de México.[5]
- Ley de Fomento Cultural de la Ciudad de México.[6]
- Ley de Patrimonio Cultural Natural y Biocultural de la Ciudad de México.[7]
- Ley de Archivos de la Ciudad de México.

## Estructura orgánica
Conforme al Reglamento de la Administración Pública Federal, a la Secretaría de Cultura de la Ciudad de México le corresponde la siguiente estructura orgánica:
Secretaría de Cultura:
- Coordinación de Promoción y Difusión Cultural
- Dirección de Control Institucional
- Dirección de Orquesta Filarmónica de la Ciudad de México
- Dirección General del Instituto de la Defensa de los Derechos Culturales
- Dirección Ejecutiva de Educación Artística y Cultura Comunitaria
- Dirección Académica del Centro Cultural Ollin Yoliztli
- Dirección del Sistema de Teatros de la Ciudad de México
- Dirección de Vinculación Ciudadana
- Dirección de Asuntos Jurídicos
- Dirección Ejecutiva de Gestión Institucional y Cooperación Cultural
- Dirección General de Grandes Festivales Comunitarios
- Dirección General de Patrimonio Histórico, Artístico y Cultural
- Dirección de la Red de Museos de la Ciudad de México
- Dirección del Archivo Histórico de la Ciudad de México
- Dirección de Desarrollo Cultural Comunitario
- Dirección de Vinculación Cultural
- Dirección General de Administración y Finanzas
- Coordinación de Recursos Materiales, Abastecimiento y Servicios
- Coordinación de Finanzas
- Coordinación de Administración de Capital Humano
- Dirección General de Vinculación Cultural Comunitaria

### Dependencias
La Secretaría cuenta con las siguientes dependencias, mismas que administran una serie de recintos, museos, escuelas y otros:
- Archivo Histórico de la Ciudad de México
  - Museo Archivo de la Fotografía
- Centros Culturales Ciudad de México
  - Centro Cultural Xavier Villaurrutia
  - Centro Cultural La Pirámide
  - Centro Cultural José Martí
  - Centro Cultural Ollin Yoliztli
    - Sala Silvestre Revueltas
    - Sala Hermilo Novelo

  - Centro Cultural El Rule /  Fábrica Digital
  - Casa Refugio Citlaltépetl
- Fábricas de Artes y Oficios de la Ciudad de México
  - Faro de Oriente
  - Fabrica de Artes y Oficios Aragón
  - Fábrica de Artes y Oficios Tláhuac
  - Fábrica de Artes y Oficios Indios Verdes
  - Fábrica de Artes y Oficios Milpa Alta
  - Faro Milpa Alta-Miacatlán
- Instituto de la Defensa de los Derechos Culturales CDMX
- Escuelas de la Secretaría de Cultura de la Ciudad de México
  - Escuela de Música Vida y Movimiento
  - Escuela de Danza Contemporánea
  - Escuela de Danza de la Ciudad de México
  - Escuela de Mariachi Ollin Yoliztli Garibaldi
  - Escuela de Música del Rock a la Palabra
  - Escuela de Iniciación a la Música y a la Danza
- Sistema de Teatros CDMX
  - Teatro de la Ciudad Esperanza Iris
  - Teatro Benito Juárez
  - Teatro Sergio Magaña
  - Foro A Poco No
  - Teatro del Pueblo
- Museos de la Ciudad de México
  - Museo de la Ciudad de México
  - Museo de los Ferrocarrileros
  - Museo Archivo de la Fotografía
  - Museo Panteón de San Fernando
  - Museo Nacional de la Revolución
  - Museo del Estanquillo
  - Salón de Cabildos
  - Museo Infantil y Juvenil YANCUIC
- Comisión de Filmaciones CDMX
- Fideicomiso para la Promoción y Desarrollo del Cine Mexicano CDMX
- Orquesta Filarmónica de la Ciudad de México
- Canal Capital 21 Televisión Pública de la Ciudad de México

## Titulares
- Alejandro Aura (1998 - 2001)
- Enrique Semo  (2002 - 2005)
- Raquel Sosa (2005 - 2006)
- Elena Cepeda (2006 - 2012)
- Nina Serrato (2012)
- Lucia García Noriega (2012 - 2013)
- Eduardo Vázquez Martín (2013 - 2018)
- José Alfonso Suárez del Real (2018 - 2020)
- Vannesa Bohórquez López (2020 - 2022)
- Claudia Curiel de Icaza (2022 - 2024)
- Argel Gómez Concheiro (2024 - )